# ウン・カニャニス
ウン・カニャニス（Ung Kanyanith、1982年12月12日 - ）は、カンボジアのサッカー選手。ポジションはMF。
2003年にベトナムのクラブチームでプレーしている。